# Air São Tomé e Príncipe
Air São Tomé e Príncipe — бывшая и единственная авиакомпания в Сан-Томе и Принсипи.
Единственным самолётом авиакомпании был De Havilland Canada DHC-6 Twin Otter 300 серии. 23 мая 2006 г. во время тренировочного полёта он потерпел крушение на северо-востоке острова Сан-Томе.